# Айова (окръг, Айова)
Окръг Айова (на английски: Iowa County) е окръг в щата Айова, Съединени американски щати. Площта му е 1519 квадратни километра, а населението – 16 356 души (по преброяване от април 2010 г.). Административен център е град Маренго.